# Heterodisca ignea
Heterodisca ignea är en fjärilsart som beskrevs av W. Warren 1903. Heterodisca ignea ingår i släktet Heterodisca och familjen mätare. Inga underarter finns listade i Catalogue of Life.